# El Payo (álbum)
El Payo es el primer álbum de estudio oficial del cantautor chileno Payo Grondona, lanzado en 1970 por el sello DICAP.
La contraportada incluye un escrito del mismo Payo en que explica el tono humorístico del contenido de las letras del disco, y la procedencia de la adquisición de su banjo. Este instrumento, típico del folclore norteamericano y ausente en la música tradicional chilena, le fue obsequiado por un amigo estadounidense. Entonces lo hizo suyo y lo incorporó como instrumento característico del disco, apareciendo incluso como elemento principal en la carátula del álbum.

## Lista de canciones
Todas las canciones escritas y compuestas por Payo Grondona. 
| Lado A |                                         |          |  |
| N.º    | Título                                  | Duración |  |
| 1.     | «Il Bosco»                              | 3:07     |  |
| 2.     | «La conversada»                         | 2:53     |  |
| 3.     | «El hombre actual»                      | 2:26     |  |
| 4.     | «La brujita»                            | 2:48     |  |
| 5.     | «El sindicato de esperadores de micros» | 3:36     |  |
| 6.     | «Tugar-Tugar»                           | 3:27     |  |
| 18:17  |                                         |          |  |

| Lado B |                             |          |  |
| N.º    | Título                      | Duración |  |
| 7.     | «El golpe de Estado»        | 2:05     |  |
| 8.     | «Me diste mal la dirección» | 2:29     |  |
| 9.     | «Doña Lucha por la vida»    | 4:06     |  |
| 10.    | «El socio»                  | 3:05     |  |
| 11.    | «El crimen del cerro Barón» | 2:13     |  |
| 12.    | «Hola, oficina»             | 2:42     |  |
| 16:40  |                             |          |  |